# Khora, Uttar Pradesh
Khora är en stad (census town) i delstaten Uttar Pradesh i Indien. Den tillhör distriktet Ghaziabad och är belägen strax öster om Delhi. Folkmängden uppgick till 190 005 invånare vid folkräkningen 2011.